# 円城村
円城村（えんじょうそん）は、岡山県御津郡にあった村。
現在の加賀郡吉備中央町案田、上田西、上田東、円城、神瀬、小森、高富、船津、細田、三納谷に当たる。

## 沿革
- 1904年12月1日 - 御津郡上田村と富津村が合併、円城村となる。
- 1955年3月31日 - 御津郡長田村、津賀村、豊岡村、新山村と合併、加茂川町となる。